# Richard Reinhard Emil Schorr

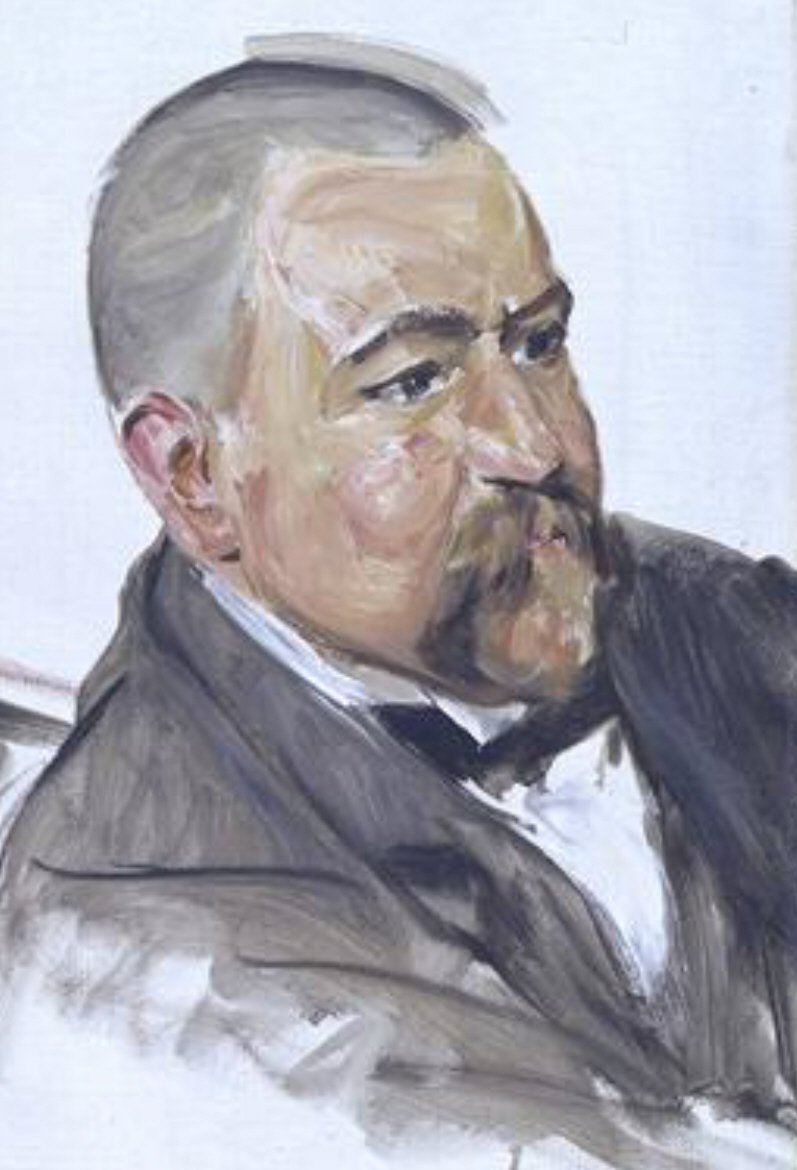
Max Liebermann, Richard Schorr (Bildausschnitt), 1905, Hamburger Kunsthalle

Richard Reinhard Emil Schorr (* 20. August 1867 in Kassel; † 21. September 1951 in Bad Gastein, Österreich) war ein deutscher Astronom und Hochschullehrer.

## Leben
Schorr studierte an der Friedrich-Wilhelms-Universität Berlin sowie an der Technischen Hochschule München und erhielt anschließend im Jahr 1889 eine Anstellung als Assistent in der Redaktion der Fachzeitschrift Astronomische Nachrichten in Kiel. Nach zwei Jahren wechselte er als Assistent zunächst an die Volkssternwarte Karlsruhe, etwas später dann an das Astronomische Rechen-Institut in Berlin, das noch Teil der Berliner Sternwarte war.
Der damalige Direktor der Hamburger Sternwarte, George Rümker, holte Schorr 1892 als Observator nach Hamburg. Rümker, der zu jener Zeit gerade den Umzug des Observatoriums nach Hamburg-Bergedorf begonnen hatte, litt jahrelang an einem schweren Gichtleiden und starb 1900, so dass Schorr den Umzug fort- und zu Ende führen musste. Auch Verwaltungsangelegenheiten wurden in Vertretung durch Schorr erledigt, so dass die Sternwarte Ende des 19. Jahrhunderts faktisch durch ihn geleitet wurde.
Offiziell wurde Richard Schorr 1902 zum Direktor der Hamburger Sternwarte ernannt, wo er unter anderem zwei Asteroiden entdeckte. 1919 wurde er als ordentlicher Professor an die Universität Hamburg berufen.
1920 wurde er zum Mitglied der Deutschen Akademie der Naturforscher Leopoldina gewählt.
Schorrs astronomisches Interesse galt hauptsächlich der Astrometrie. Er initiierte mehrere große Sternkatalogprogramme an der Hamburger Sternwarte:
- 1921, Zweiter Katalog der Astronomischen Gesellschaft, veröffentlicht ab 1951
- 1922, Karl Rümkers Hamburger Sternverzeichnis 1845.0
- 1923, Geschichte des Fixsternhimmels
- 1926, Das Zweite Hamburger Sternverzeichnis zur Annäherung des Kleinplaneten Eros

Ein zweites Interessengebiet waren Sonnenfinsternis-Ereignisse. Schorr stattete mehrere Expeditionen zu totalen Sonnenfinsternissen aus:
- 1905 in Algerien, Standort Souk Ahras
- 1907 in Zentralasien, Standort Dschisak
- 1912 in die Lüneburger Heide (ringförmige Sonnenfinsternis)
- 1914 auf die Krim, abgebrochen wegen des Ausbruchs des Ersten Weltkrieges
- 1923 nach Mexiko, Standort Passaje
- 1925 auf den Atlantik, mit dem Hapag-Dampfer Liguria
- 1927 nach Schweden, Standort Jokkmokk
- 1929 auf die Philippinen, Standort Cebu

Schorr gelang es auch, den Astro-Optiker Bernhard Schmidt an die Hamburger Sternwarte zu holen und ihm einen Freiraum für die Entwicklung neuer Teleskoptechniken zu gewähren. Schmidt erfand dabei das Schmidt-Teleskop.
Als die Nationalsozialisten in Deutschland die Macht übernahmen, war Schorr Dekan der Universität Hamburg und 65 Jahre alt und musste seine Funktionen aufgeben. Im November 1933 unterzeichnete er das Bekenntnis der deutschen Professoren zu Adolf Hitler.

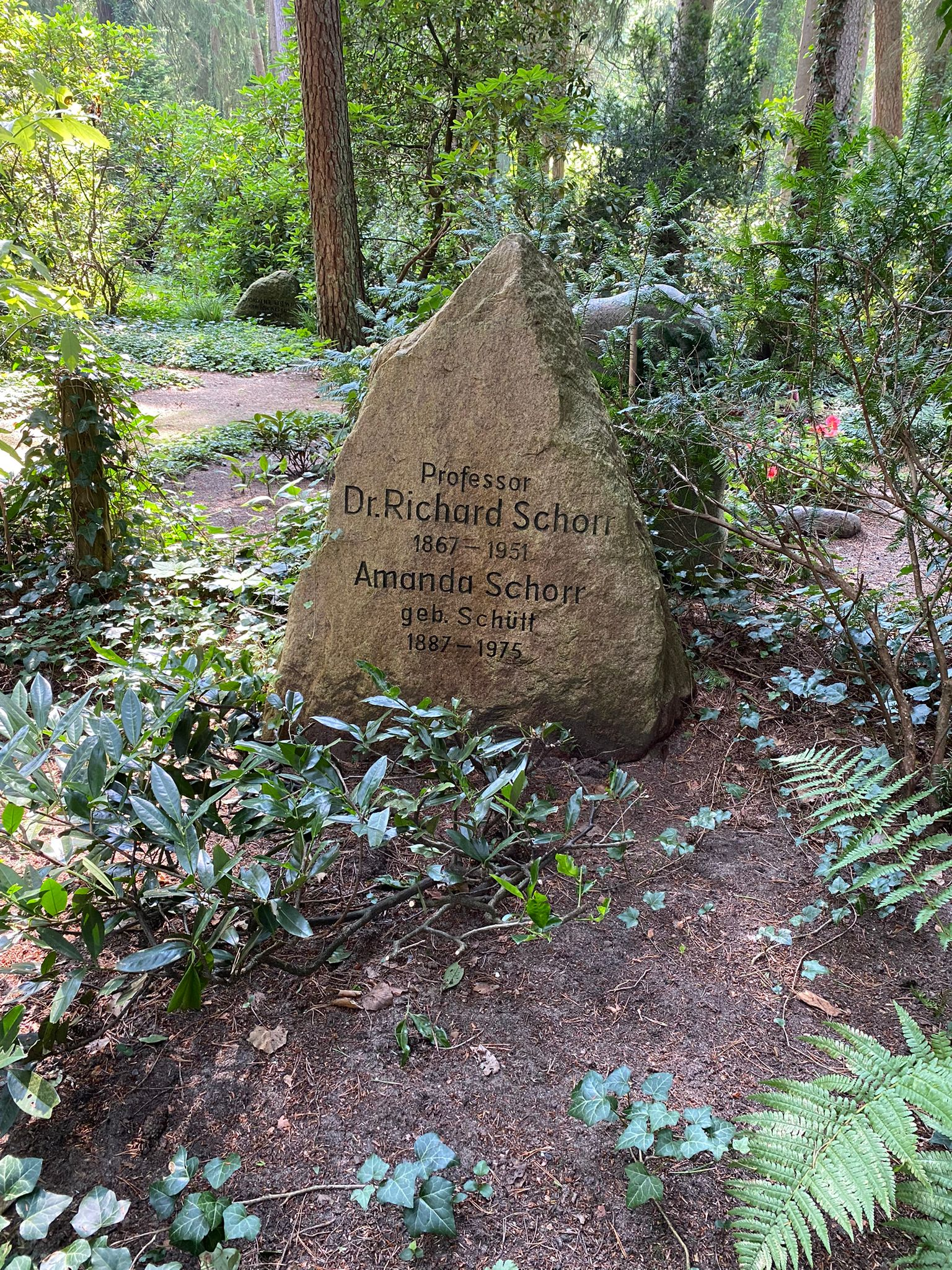
Grabstätte auf dem Waldfriedhof Aumühle

Wie 2017 eine Expertenkommission herausfand, verriet Schorr zahlreiche Astrologen an die Gestapo. 1933 bat er das Reichsinnenministerium, „bei der Säuberung des öffentlichen Lebens auch dem überall eingerissenen astrologischen Unfug Einhalt zu gebieten“, und sei gerne bereit, „diesen Kampf in jeder Weise zu unterstützen“. Dafür ließ er Vorträge von Astrologen bespitzeln und leitete die Berichte an die Gestapo weiter.
Als seinen Nachfolger an der Sternwarte wünschte sich Schorr den in den USA arbeitenden Walter Baade, der nach langem Zögern absagte. Als Ersatz für Baade sorgte Schorr dafür, Otto Heckmann gegen den Widerstand des NS-Dozentenbundes an die Sternwarte zu holen, der 1941 seine Nachfolge antrat.
Im Jahr 1942 erhielt er die Goethe-Medaille für Kunst und Wissenschaft. Nach Schorr wurde der Asteroid (1235) Schorria benannt; seine Ehefrau war Namensgeberin für den Asteroiden (725) Amanda. Auch der Mondkrater Schorr ist nach ihm benannt.
Ebenfalls nach Schorr wurde 1955 die Schorrhöhe, ein Fußweg im Stadtteil Bergedorf nahe der Sternwarte, benannt. Diese Benennung wurde 2024 aufgrund einer Studie der „Kommission zum Umgang mit NS-belasteten Straßennamen in Hamburg“ rückgängig gemacht. Der Weg trägt nun den Namen Schwaßmannhöhe nach dem Astronomen Arnold Schwassmann, der ebenfalls an der Sternwarte tätig gewesen war.
Richard Schorr ruht auf dem Waldfriedhof in Aumühle.

## Veröffentlichungen
- Die Hamburger Sternwarte in Bergedorf. In: Hamburger Adressbuch. Adressbuch für Bergedorf, Geesthacht, Sande und Umgegend. Hamburger Adressbuch–Verlag, Hamburg 1928, S. 5–8.